# Thap Luang United FC
Der Thap Luang United Football Club (thailändisch สโมสรฟุตบอลทัพหลวง ยูไนเต็ด) ist ein thailändischer Fußballverein aus der Provinz Nakhon Pathom. Der Verein spielt in der dritten Liga, der Thai League 3. Hier tritt er in der Western Region an.

## Erfolge
- Thailand Semi-Pro League: 1. Platz (West)  ▲

## Stadion
Der Verein trägt seine Heimspiele im Kasetsart University Kamphaeng Saen Campus Stadium im Bezirk Kamphaeng Saen der Provinz Nakhon Pathom aus. Das Stadion hat ein Fassungsvermögen von 4000 Personen.

## Saisonplatzierung
| Saison   | Liga                                  | Liga  | Liga   | Liga | Liga | Liga | Liga  | Liga   | Liga     | Pokal               | Pokal                  | Pokal        |
| Saison   | Liga                                  | Level | Spiele | S    | U    | N    | Tore  | Punkte | Position | FA Cup              | League Cup             | T3 Cup       |
| -------- | ------------------------------------- | ----- | ------ | ---- | ---- | ---- | ----- | ------ | -------- | ------------------- | ---------------------- | ------------ |
| 2023     | Thailand Semi-Pro League – North/East | 4     | 8      | 5    | 3    | 0    | 13:7  | 18     | 1. ▲     | 2. Runde            | –                      |              |
| 2023/24  | Thai League 3 – North/East            | 3     | 20     | 6    | 4    | 10   | 20:27 | 22     | 8.       | Qualifikationsrunde | 1. Qualifikationsrunde | 1. Runde     |
| 2024/254 | Thai League 3 – North/East            | 3     | 22     | 11   | 7    | 4    | 45:22 | 40     | 4.       | Qualifikationsrunde | 1. Qualifikationsrunde | Achtelfinale |

## Aktueller Kader
Stand: 1. Februar 2025
| Nr. |          | Position | Name                    |
| --- | -------- | -------- | ----------------------- |
| 1   | Thailand | TW       | Natthanan Tanthaikun    |
| 2   | Thailand | MF       | Supat Sukaiam           |
| 6   | Thailand | MF       | Krissana Nontharak      |
| 8   | Thailand | MF       | Apinat Suksanguan       |
| 10  | Thailand | ST       | Phuwanet Thongkhui      |
| 11  | Thailand | MF       | Panutach Rungjang       |
| 11  | Thailand | ST       | Wuttichat Yiamming      |
| 14  | Thailand | AB       | Natdanai Hangnalen      |
| 18  | Thailand | AB       | Raungchai Choothongchai |
| 19  | Thailand | MF       | Suraphod Pankhruea      |
| 20  | Thailand | AB       | Akaporn Aaj-Konghan     |
| 21  | Nigeria  | ST       | Edmund Chijindu Sunday  |
| 22  | Thailand | MF       | Narongrit Kaeomani      |
| 26  | Thailand | ST       | Siwa Pikulhom           |
| 28  | Laos     | ST       | Phoutthasay Khochalern  |

| Nr. |           | Position | Name                  |
| --- | --------- | -------- | --------------------- |
| 29  | Thailand  | TW       | Sutthiphat Moikhamsin |
| 30  | Thailand  | MF       | Patcharaphon Tanpan   |
| 31  | Thailand  | AB       | Thirawat Khoonsom     |
| 32  | Thailand  | ST       | Kittiwut Bouloy       |
| 37  | Thailand  | AB       | Kovit Noyyam          |
| 43  | Thailand  | AB       | Thanthor Samanmit     |
| 47  | Thailand  | ST       | Achirawat Sawanghazub |
| 55  | Thailand  | AB       | Phanuwat Phioon       |
| 56  | Thailand  | TW       | Anuphong Kanyalang    |
| 66  | Thailand  | ST       | Phayuphon Waphithak   |
| 77  | Korea Sud | ST       | Kang Eui-chan         |
| 80  | Thailand  | MF       | Tuptiwat Phueakthet   |
| 88  | Thailand  | AB       | Nutchanon Soijit      |
| 96  | Thailand  | AB       | Nanthaphop Ratchawat  |